# Molophilus (Molophilus) maroondah
Molophilus (Molophilus) maroondah is een tweevleugelige uit de familie steltmuggen (Limoniidae). De soort komt voor in het Australaziatisch gebied.